# Roosenburg
Roosenburg, ook gespeld Roozenburg, Rosenburg of Rozenburg, is een voormalige Suikerrietplantage aan de Commewijnerivier in Suriname.
Het plantageoppervlak was gemiddeld 1070 akkers, ongeveer 460 hectare.
Achtereenvolgende eigenaren zijn geweest: 
- 1737: Erven Samuel Bernardeau
- 1770: Johan Alexander van Sandick
- 1819: de erven J.A. van Sandick
- 1828: O.Z. van Sandick. en Jonkheer A. van den Sandheuvel
- 1838: Louis Bienfaiten Zoon qq., O.Z. van Sandicken Jonkheer A. van den Sandheuvel

In de volksmond werd de plantage wel Sandiki genoemd, naar de eigenaar Van Sandick. De familie Van Sandick was een vroege, invloedrijke kolonistenfamilie in Suriname.
Onder J.A. van Sandick was ene George Frederik Ebbers dienstdoende plantagedirecteur. Hij was min of meer altijd dronken en had weinig oog voor de bedrijfsvoering. Gert Oostindie beschrijft hoe een aantal directeuren van plantage Roosenburg met harde hand optraden. Hoewel er sprake was van een algemeen verval van de plantage-economie waren volgens Oostindie de vooruitichten na 1770 voor suikerplantages gunstiger dan voor koffieplantages. Roosenburg rendeerde echter vooral ten koste van de vermogens van de hypotheekverstrekkers en is met familiekapitaal van de eigenaren in bedrijf gehouden. De plantageadministrateurs en de handelshuizen Hudig en Bienfait namen niet altijd de bedrijfseconomisch beste beslissingen. Zij  hadden vooral korte termijnbelang; zolang de onrendabele plantage functioneerde inden zij hun vaste percentages. Terwijl Roosenburg in verval raakte verbeterde -opmerkelijk genoeg- de levensomstandigheden van de slaven. Deels door verminderde werkdruk, deels door verbeterde huisvesting, voeding en medische zorg.
Bij de afschaffing van de slavernij in Suriname in 1863 werden op de plantage Roosenburg 37 familienamen geboekstaafd.
In 1908 is plantage Roosenburg geheel verlaten.
A la bonne heure · Anna's Zorg · Akkerboom · Alliance · Alkmaar · Andresa · Auka · Andreesgift · Bantaskine · Barbados · Batavia · Beekenhorst · Belladrum · Bellevue · Belwaarde · Beninenburg · Berg en Dal · Bergen op Zoom · Berlijn (Commewijne) · Berlijn (Para) · Bethlehem · Boksweide · Boston · Botany Bay · Boxel · Bronswijk · Brouwerslust · Bruinendaal · Bucklebury · Buitenrust · Burnside · Cadrosspark · Caledonia · Campenburg · Cannewapibo · Catharina Sophia · Clevia  · Cliffort-Kokshoven · Clyde · Concordia · Concordia en een Kwart Lot · Courcabo · De Dageraad · De Goede Vriendschap · De Resolutie · De Vier Hendrikken · Diamond · Dijkveld · Domburg · Dordrecht · Eendragt · Elisabeth's Hoop · Ellen · L'Espérance (Nickerierivier) · L'Espérance (Surinamerivier) · Esthersrust · Fairfield · Fortuin · Flora · Florentia · Frederiksburg · Frederiksdorp · Frederikslust · Geertruidenberg · Geyersvlijt · Glensander · Gloria · Groot Chatillon · Groot Marseille · Guadeloupe · Hague · Hamburg · Hamilton · Hamptoncourt · Hannover · Hazard · Hebron · Hecht en Sterk · Hooyland · Hope · Houttuin · Huntly · Huwelijkszorg · Inverness · Jagtlust · Jodensavanne · Johan & Margaretha · Johanna Catharina · Johanna Maria · Johannesburg · John · Katwijk · Kent · Kerkshoven · Killenstein · Klein Bellevue · Kleinhoop · Krappahoek · Kroonenburg · Kwatta · La Jalousie · La Prosperité · La Rencontre · La Ressource (Saramacca) · La Ressource (Surinamerivier) · La Singularité · Laarwijk · Leasowes · Leliëndaal · Leonsberg · Livorno · Longmay · Lunenburg · Lust en Rust · Lustrijk · Maasstroom · Margarethenburg · Maria Petronella · Mariënbosch · Mariënburg · Margaretha's Gift · Mary's Hope · Meerzorg · Merveille · Moed en Kommer · Mon Bijou · Mon Souci · Mon Trésor · Monnikendam · Mopentibo · Morgenster · Moy · Nieuw Mocha · Nieuwzorg · Nieuwe Aanleg · De Nieuwe Grond · Nijd en Spijt · Novar · Nursery · Nut en Schadelijk · Onoribo · Onverwacht · Oranibo · Ornamibo · Overbrug · Overtoom 
· Oxford · Palestina · Paradise · Persévérance · Petersburg · Picardië · Peperpot · Pieterszorg · Plaisance · Poelwijk · Potosie · Purmerend · Reijnsdorp · Reijnsfort · Rijnberk · Roosenburg · Rorac · Rust en Werk · Rustenburg · Saltzhalen · Sans Souci · Saphir · Sarah · Sardam · Schaapstede · Schoonoord · Sinabo en Gelre · Sint Barbara · Sint Eustatius · Slootwijk · Sorgvliet · Spieringshoek · Standvastigheid · Suidwijn · Suzanna's Daal · Toevlugt (Surinamerivier) · Tout Lui Faut · Toledo · Totness · Tyronne · 't Vertrouwen · Victoria · Vierkinderen · Visserszorg · Voorburg · Voorzorg (Saramacca) · Vossenburg · Vredenburg · Vriendsbeleid en Ouderzorg · Vreeland · Waltonhall · Waldijk · Waterloo · Wederzorg · Welbedacht · Welgelegen (Commewijne) · Welgelegen (Coronie) · Welgevallen · Weltevreden · Wolffs Capoerica · Wolfenbüttel · 't Ylant · Zoelen · Zorg en Hoop (hout) · Zorg en Hoop (indigo) · Zorg en Hoop (katoen) · Zorg en Hoop (suiker)